# Limodorum
Limodorum  Boehm., 1760 è un genere di piante della famiglia delle Orchidaceae.
Il nome deriva dal greco haimodoron, nome dato da Teofrasto a una pianta parassita a fiori rossi, probabilmente una Orobanche.

## Descrizione
Le piante di questo genere sono robuste, violacee, con rizoma corto e numerose radici.
 Le foglie sono ridotte a squame distribuite lungo il fusto, povere di clorofilla.
L'infiorescenza è lassa, con fiori violacei e grandi.
Il ginostemio è lungo e ben visibile.
Si tratta di piante micorriziche per tutto il loro ciclo vitale.

## Distribuzione e habitat
Il genere ha una distribuzione euromediterranea con areale che si estende a nord sino alla Germania e a est sino all'Iran.

## Tassonomia
Il genere Limodorum comprende tre specie:
- Limodorum abortivum (L.) Sw., 1799
- Limodorum rubriflorum Bartolo & Pulv., 1993
- Limodorum trabutianum Batt., 1886